# Унгария
Унгария (на унгарски: Magyarország) е вътрешноконтинентална държава в Централна Европа. Тя няма излаз на море и граничи с Австрия, Словакия, Украйна, Румъния, Сърбия, Хърватия и Словения. Площта ѝ е 93 030 km2, от които 92 342 km2 суша и 688 km2 водна площ.
Унгария е член на редица международни организации, сред които: НАТО от 12 март 1999 г., ЕС от 1 май 2004 г. и Шенгенското споразумение от 21 декември 2007 г.. Унгария е сред основателките на Инициатива „Три морета“ през 2016 г.

## Наименование
Наименованието „Унгария“ идва от средногръцкото име Οὔγγροι, което изглежда е заето през старобългарски от огурското оногур („десет огури“). Оногури е общото име на група народи, включени в племенния съюз на прабългарите, които се установяват в източните части на днешна Унгария след разгрома на Аварския каганат. Изглежда унгарците са част от групата на оногурите, като може би дори съставляват мнозинството от тях.
Унгарското име на страната е Magyarország, съставено от magyar („унгарски“) и ország („страна“). Думата magyar идва от magyeri („маджари“), едно от седемте главни полуномадски унгарски племена, които се установяват в Централна Европа в края на IX век. Първата част на името – magy, вероятно идва от протоугърското *mäńć- („човек“), срещащо се също в етнонима „манси“ (mäńćī, mańśi, måńś). Втората част – eri („човек“, „хора“, „род“) се е запазила в унгарското férj („съпруг“) и е когнатна с марийското erge („син“) и архаичното финско yrkä („младеж“).

## География
В днешните си граници Унгария заема основната част от Панонската низина, намираща се в Карпатския басейн и пресичана от река Дунав.
Поради централното си разположение тя се смята за мост между Изтока и Запада.

## История
- Официално име на Унгария:
  - 895 – 1000 г.: Княжество Унгария
  - 1000 – 1918 г.: Кралство Унгария
  - 1918 – 1919 г.: Унгарска народна република
  - 21 март – 6 август 1919 г.: Унгарска съветска република
  - 1919 – 1920 г.: Унгарска република
  - 1920 – 1946 г.: Кралство Унгария
  - 1946 – 1949 г.: Унгарска република
  - 1949 – 1989 г.: Унгарска народна република
  - 1989 – 2012 г.: Унгарска република
  - 2012 – понастоящем: Унгария.

На 12 март 1999 г. Унгария, заедно с Чехия и Полша, е приета в състава на НАТО. Така за първи път военната организация приема страни, които преди това са били нейни врагове. Това разширяване предизвиква недоволството на Русия, но руският президент Борис Елцин в крайна сметка отстъпва и се създава група за сътрудничество между алианса и Москва.

## Население
Население: 9 942 000 души (по данни от преброяването от 2012 г.)
Националности: 9 416 045 – унгарци, 1358 – българи, 190 046 – цигани (роми), 2509 – гърци, 15 620 – хървати, 2962 – поляци, 32 233 – германци, 620 – арменци, 7995 – румънци, 1098 – рутени, 3816 – сърби, 17 693 – словаци, 3040 – словенци, 5070 украинци, 16 081 – други националности, 570 537 – неотговорили на въпроса за националността.
Майчин език: 9 546 374 – унгарски, 152 072 – друг език, 541 106 – неотговорили на въпроса за майчиния език.
Религиозна принадлежност: 5 289 521 – римокатолици, 268 935 – католици-униати, 15 928 – източноправославни, 1 622 796 калвинисти (реформати), 304 705 – лютеранци (евангелисти), 17 705 – баптисти, 5840 – адвентисти, 34 530 – други протестантски деноминации, 24 340 – други християнски деноминации, 12 871– евреи, 13 567 – други нехристиянски деноминации, 1 483 369 – атеисти, 1 734 333 – неотговорили на въпроса за религиозната принадлежност.

## Държавно устройство
Законодателна власт
Еднокамарен парламент, 199 депутати: се избират по партийни листи в 20 многомандатни райони. Избори се провеждат на всеки 4 години.
Изпълнителна власт
Министър-председателят се избира по предложение на президента на републиката от парламента с обикновено мнозинство на всички депутати. Останалите членове на правителството се назначават от президента на републиката по предложение на министър-председателя. Правителството се състои от министър-председател и министри. Заместник министър-председатели няма, като при необходимост министър-председателят се замества от един от министрите, посочен от него. Понастоящем има 14 министри. Въоръжените сили на Унгария в лицето на Унгарската армия са подчинени на изпълнителната власт и по-конкретно на Министерството на отбраната, а чрез него – на министър-председателя.
Президентът на републиката, който има главно церемониални функции, се избира от парламента за 5 години.
Съдебна власт
Конституционен съд: 11 съдии, избирани от парламента. Председателят на Конституционния съд се избира от самите конституционни съдии.
Върховен съд: председателят на Върховния съд се избира от парламента.
Дипломатически мисии в България
Досегашните дипломатически мисии в България:
- Текла Харангозо, посланик (2016 – )
- Андраш Клейн, посланик (2012 – 2016)
- Юдит Ланг, посланик (2008 – 2012)
- Йеньо Фалер, посланик (2005 – 2008)

### Административно деление
Унгария административно е разделена на 20 медье (области), като една от тях е столицата Будапеща. Сегашното административно деление е въведено през 1950 г.

## Стопанство
Брутният вътрешен продукт на Унгария за 2004 г. възлиза на 20 414 млрд. унгарски форинта (81 млрд. евро) или около 8000 евро на глава от населението, 65% от БВП се осигурява от сектора на услугите, 31,2% на индустрията и едва 3,8% на селското стопанство.
Сред най-големите унгарски компании са MOL Group, OTP Bank, Gedeon Richter Plc., Magyar Telekom, CIG Pannonia, FHB Bank, Zwack Unicum и др.
Голяма роля за унгарското стопанство играе туристическият сектор. Важни туристически центрове са столицата Будапеща и езерото Балатон.
Половината от износа се пада на изделия на машиностроенето и автомобилостроенето. Важни индустриални райони са областта на столицата Будапеща и западната част на страната около границата с Австрия.
След идването на власт на Виктор Орбан и партията Фидес, Унгария води самостоятелна външна политика от тази на Европейския съюз, особено по отношение на Русия, с която осъществява тясно сътрудничество в сферите на промишлеността и енергетиката. Покупателната способност на населението се увеличава с 10% годишно. Унгария е страна с най-нисък процент на безработица от съседните си страни.
Унгария е в процес на приемане на единната европейска валута – еврото.

## Култура
| Дата        | Българско име                                               | Унгарско име                                 | Забележки                                                 |
| ----------- | ----------------------------------------------------------- | -------------------------------------------- | --------------------------------------------------------- |
| 15 март     | Ден на революцията и борбата за свободата от 1848 – 1849 г. | Az 1848-as forradalom és szabadságharc napja | Годишнина на 15 март 1848 г.                              |
| 20 август   | Ден на основаването на държавата                            | Az államalapítás napja                       | Ден на коронясването на първия унгарски крал Ищван първи. |
| 23 октомври | Ден на революцията и борбата за свободата от 1956 г.        | Az 1956-os forradalom és szabadságharc napja | Годишнина на въстанието от 23 октомври 1956 г.            |

| Дата                     | Българско име    | Унгарско име   | Забележки                                                                         |
| ------------------------ | ---------------- | -------------- | --------------------------------------------------------------------------------- |
| 1 януари                 | Нова Година      | Újév           | Първият ден на годината.                                                          |
| март/април               | Великден         | Húsvét         | Великден се празнува два дни: неделя и понеделник, според грегорианския календар. |
| 1 май                    | Празник на труда | A munka ünnepe | Ден в памет на загиналите работници в Чикаго през 1875 г.                         |
| 7 седмици след Великден  | Свети Дух        | Pünkösd        | Празнува се два дни: неделя и понеделник.                                         |
| 1 ноември                | Ден на мъртвите  | Halottak napja | Голяма задушница.                                                                 |
| 25 декември, 26 декември | Коледа           | Karácsony      | Коледа се празнува два дни.                                                       |

| Дата        | Българско име      | Унгарско име | Забележки                   |
| ----------- | ------------------ | ------------ | --------------------------- |
| 24 декември | Бъдни вечер        | Szenteste    | Денят преди Коледа.         |
| 31 декември | Денят на Силвестър | Szilveszter  | Последният ден на годината. |

| Дата        | Българско име                    | Унгарско име                     | Забележки |
| ----------- | -------------------------------- | -------------------------------- | --- |
| 25 февруари | Ден на жертвите на комунизма     | A kommunizmus áldozatainak napja | |
| 16 април    | Ден на холокоста                 | A holokauszt áldozatainak napja  | |
| 4 юли       | Ден на Трианонския мирен договор | Trianoni emléknap                | Възпоменателен ден на Трианинския мирен договор от 1920 г.                                                                   |
| 6 октомври  | Ден на героите от Арад           | Aradi vértanúk napja             | Ден на екзекутирания първия унгарски министър-председател Лайош Батяни и на 13-те екзекутирани генерали в Арад, през 1849 г. |

| Дата                   | Българско име              | Унгарско име     | Забележки                                                                                   |
| ---------------------- | -------------------------- | ---------------- | ------------------------------------------------------------------------------------------- |
| 14 февруари            | Ден на св. Валентин        | Valentin-nap     | Празнува се от част от населението, главно от по-младите                                    |
| 8 март                 | Международен ден на жената | Nemzetközi nőnap | Празнува се от около половината от населението, не е толкова разпространен като в България  |
| първа неделя на май    | Ден на майките             | Anyák napja      | Ден за майките, бабите, тъщите и свекървите / празнува се на практика във всички семейства. |
| последна неделя на май | Ден на детето              | Gyereknap        | Празнува се от една по-малка част от населението, с намаляваща тенденция.                   |
| 6 декември             | Ден на св. Николай         | Mikulás          | Празнува се във всички семейства с деца и в училищата, децата получават подаръци.           |

## Други
- Комуникации в Унгария
- Транспорт в Унгария
- Въоръжени сили на Унгария
- Външна политика на Унгария